# Mount Brisbane
Mount Brisbane ist ein Gebirge auf der Karibikinsel St. Vincent im Staat St. Vincent und die Grenadinen. Er liegt im Inneren der Insel auf dem Gebiet des Parish Saint David, zwischen Richmond Peak im Westen und Morne Garu im Osten. Er erreicht eine Höhe von 797 m.
Der Walilabou River entspringt in seinem Westhang und verläuft nach Norden. Der nächstgelegene Ort ist Richmond. 